# 클레르 샤잘
클레르 샤잘(Claire Chazal, 1956년 12월 1일 ~ )은 프랑스의 언론인, 사회자이다.